# Besar (Medan)
Besar is een bestuurslaag in het regentschap Medan van de provincie Noord-Sumatra, Indonesië. Besar telt 33.706 inwoners (volkstelling 2010).